# ۱٬۲-بیس (دی‌ایزوپروپیل‌فسفینو) اتان
۱،۲-بیس(دی‌ایزوپروپیل‌فسفینو)اتان (به انگلیسی: 1,2-Bis(diisopropylphosphino)ethane) یک ترکیب شیمیایی با شناسه پاب‌کم ۵۳۳۶۲۵ است. 